# Champagny le Haut
Champagny le Haut est un village de France situé en Savoie, dans la commune de Champagny-en-Vanoise.

## Géographie
Il est situé à 1 475 mètres d'altitude, au milieu de la vallée du Doron de Champagny, dominé par le Grand Bec (3 399 m) au sud, la roche de Mio (2 737 m) au nord et le sommet de Bellecôte (3 417 m) au nord-est, entre les hameaux de la Chiserette à l'ouest et de Friburge à l'est ; le chef-lieu de la commune se trouve à l'ouest, à l'entrée de la vallée. Il constitue l'une des portes d'entrée du parc national de la Vanoise qui s'étend à l'est.

## Tourisme
Le village dispose de l'espace Glacialis, écomusée géré par le parc national,, et de divers équipements touristiques : refuge, camping, centre équestre, départs de randonnées, sentier d'interprétation,, mur artificiel d'escalade glaciaire, domaine nordique, etc.

## Dans la culture
Le village est représenté sur le tableau L'Hiver à Champagny-le-Haut de l'artiste française Suzanne Cornillac de Tremines.